# Peter Frenette
Peter Frenette (Suffolk, 24 de fevereiro de 1992) é um saltador de esqui dos Estados Unidos.
Frenette participou dos Jogos Olímpicos de Inverno de 2010 e 2014.